# 러시아-튀르크 전쟁 (1787년~1792년)
러시아-튀르크 전쟁 (1787년~1792년)은 러시아 제국과의 이전 전쟁에서 잃은 영토를 되찾기 위해 오스만 제국이 일으킨 전쟁으로, 오스만 제국의 목표는 실패로 끝났다. 이 전쟁은 제8차 오스트리아-튀르크 전쟁과 동시에 발생했다.

## 배경
1787년 5월과 6월, 예카테리나 2세는 노보로시야와 새로 병합한 크림반도에서 활발한 영토 확장 정책을 펼쳤다. 이는 오스트리아-러시아 동맹을 통해 연합국이 된 신성 로마 제국의 요제프 2세가 도움을 준 덕분이었다. 일련의 사건들과 예카트리나 2세의 그리스화 계획 그리고 이전 전쟁을 종결지은 퀴취크 카이나르카 조약의 위배로 인한 상호 간의 불평에서 비롯된 충돌은 이스탄불의 공론을 들끓게 만들었다. 영국과 프랑스 대사관들은 오스만 주전론자들에게 암묵적인 동의를 표했다.

## 전쟁
1787년 오스만 정부는 러시아인들에게 크림반도에서 철수하고 흑해 인근의 거점들을 포기할 것을 요구했다. 이것은 러시아 제국이 곧바로 전쟁을 선포하는 원인으로써의 전쟁 명분이었다. 1787년 8월 19일, 러시아 제국은 전쟁을 선포했고, 오스만 제국에 상주하던 러시아 제국 대사관 야코프 불가코프는 이어서 수감되었다. 하지만 오스만 제국의 준비는 부적절했고, 러시아 제국과 오스트리아 제국이 동맹을 맺은 상황에서 이 선택은 올바르지 못한 것이었다.
오스만 제국이 남부 우크라이나에 있는 킨부른 인근의 요새 2곳을 공격하면서 공세가 시작되었다. 러시아 제국의 알렉산드르 수보로프 장군이 1787년 9월과 10월에 2개의 오스만 제국의 해상 공격을 연기시켰고, 이 덕분에 러시아 제국군은 크림반도를 지킬 수 있었다. 몰다비아에서 러시아군은 이아시, 호틴을 점령했다. 드네스트르강의 입구에 있는 오차키우는 수보로프 장군과 포템킨 장군의 6개월간 공세 끝에 1788년 12월 6일 함락되었다. 점령된 도시에 거주하고 있던 민간인들은 포템킨의 명령에 따라 집단살해되었다. 러시아 제국에 연이은 패배를 겪었음에도 오스만 제국은 세르비아와 트란실바니아에서 요제프 2세가 이끄는 오스트리아 제국과의 전투에서 승리를 거두었다.
1789년, 오스만 제국은 러시아와 오스트리아군에 의해 몰도바에서 압박을 받기 시작했다. 설상가상으로 8월 1일, 수보로프 장군의 러시아군이 포차니 전투에서 오스만 파샤가 이끄는 오스만 제국군을 격파했다. 9월 22일에는 림니크 전투에서 오스만 제국이 다시 패배했고, 렘니쿠 세라 강에서 오스만 제국군이 축출되었다. 이 전투 이후 러시아 제국 정부는 수보로프에게 림니크스키 백작이라는 작위를 내렸다. 오스트리아의 장군인 에른스트 기데온 폰 라우돈 남작이 오스만의 보스니아 침공을 격퇴하고 베오그라드를 탈환하면서 오스만 제국군은 더 큰 손실을 보았다.
오스만의 전쟁 수행능력을 고갈시킨 그리스인 반란으로 인해 오스만 제국과 오스트리아 정부는 정전 협정을 체결했다. 한편, 러시아군은 수보로프 장군이 다뉴브강 입구에 위치한 오스만 요새 이즈마일을 1790년 12월 점령했다는 소식에 진격을 이어갔다. 최종적으로 오스만 제국이 마친에서 패배하였고, 러시아 제국은 프로이센이 전쟁에 참여할 것을 우려하여 1791년 7월 31일 양국은 정전협정에 동의했다. 요새 점령 이후, 수보로프 장군은 이스탄불을 행진하면서 이곳에 크리스트교 제국이 건설되기를 희망했다.

## 여파
아이시 조약(Treaty of Jassy)이 1792년 1월 9일 체결되었고 오스만 제국은 1783년 러시아 제국의 크림 칸국 병합을 인정했다. 오데사와 오차코프도 러시아 제국에 할양되었으며  드네스트르강이 러시아 제국의 유럽 국경이 되었다. 한편 쿠반강이 중앙아시아 지역의 러시아 제국 국경으로 유지되었다. 크림 반도를 영향권에 다시 두려고 했던 오스만 제국의 목표는 실패로 끝났으며 프랑스 혁명이 발생하지 않았더라면 오스만 제국의 상황은 더 열악해졌을 수도 있었다.